# Groupe Tapura Huiraatira
Pour les articles homonymes, voir Tapura Huiraatira.
Le groupe Tapura-Amuitahiraa est un groupe parlementaire de l'Assemblée de la Polynésie française. D'abord nommé Rassemblement pour une majorité autonomiste, il est créé le 10 décembre 2015 à la suite de la scission du groupe du Tahoeraa huiraatira. Lors de sa création, il rassemble des dissidents du Tahoeraa huiraatira, du parti A Ti'a Porinetia ainsi qu'une élue issue de l'UPLD.

## Majorité présidentielle (2018-2023)
| Portrait | Député                                          | Circonscription      | Date de naissance | Sortant | Groupe | Groupe | Commission |
| -------- | ----------------------------------------------- | -------------------- | ----------------- | ------- | ------ | ------ | --- |
|          | Patricia Amaru                                  | Îles Sous-le-Vent    | 28 janvier 1952   | Oui     |        | Tapura | Logement, des affaires foncières, de l’économie numérique, de la communication et de l’artisanat                                |
|          | Dylma Aro                                       | Îles du Vent         | 5 janvier 1976    | Oui     |        | Tapura | Contrôle budgétaire et financier                                                                                                |
|          | Maeva Bourgade                                  | Îles du Vent         | 1949              | Non     |        | Tapura | Éducation, de l’enseignement supérieur, de la jeunesse et des sports                                                            |
|          | Michel Buillard                                 | Îles du Vent         | 9 septembre 1950  | Oui     |        | Tapura | Institutions, des affaires internationales et européennes et des relations avec les communes                                    |
|          | Yseult Butcher-Ferry                            | Îles Tuamotu-Gambier | 4 mars 1968       | Non     |        | Tapura | Ressources marines, des mines et de la recherche                                                                                |
|          | Luc Faatau                                      | Îles du Vent         | 20 octobre 1959   | Non     |        | Tapura | Économie, des finances, du budget et de la fonction publique                                                                    |
|          | Henri Flohr                                     | Îles du Vent         | 4 janvier 1952    | Oui     |        | Tapura | Agriculture, de l’agroalimentaire, de l’élevage et du développement des archipels                                               |
|          | Charles Fong Loi                                | Îles du Vent         | 25 mai 1949       | Oui     |        | Tapura | Ressources marines, des mines et de la recherche                                                                                |
|          | Joëlle Frébault                                 | Îles Marquises       | 7 août 1964       | Oui     |        | Tapura | Éducation, de l’enseignement supérieur, de la jeunesse et des sports                                                            |
|          | Angelo Frebault (note élu avec un ancien parti) | Îles du Vent         | 18 novembre 1955  | Oui     |        | Tapura | Ressources marines, des mines et de la recherche                                                                                |
|          | Monette Harua                                   | Îles du Vent         | 7 août 1964       | Non     |        | Tapura | Contrôle budgétaire et financier                                                                                                |
|          | Teura Iriti                                     | Îles du Vent         | 7 janvier 1965    | Oui     |        | Tapura | Santé et du travail |
|          | Benoît Kautai                                   | Îles Marquises       | 28 novembre 1960  | Oui     |        | Tapura | Tourisme, de l’écologie, de la culture, de l’aménagement du territoire et du transport aérien                                   |
|          | Marcelin Lisan                                  | Îles Sous-le-Vent    | 15 février 1960   | Oui     |        | Tapura | Équipement, de l’urbanisme, de l’énergie et des transports terrestres et maritimes                                              |
|          | Béatrice Lucas                                  | Îles du Vent         | 1er mars 1951     | Oui     |        | Tapura | Économie, des finances, du budget et de la fonction publique                                                                    |
|          | Teina Maraeura                                  | Îles Tuamotu Ouest   | 11 août 1950      | Oui     |        | Tapura | Équipement, de l’urbanisme, de l’énergie et des transports terrestres et maritimes                                              |
|          | Juliette Matehau-Nuupure                        | Îles du Vent         | 21 janvier 1955   | Oui     |        | Tapura | Tourisme, de l’écologie, de la culture, de l’aménagement du territoire et du transport aérien et du développement des archipels |
|          | Thomas Moutame                                  | Îles Sous-le-Vent    | 22 mai 1958       | Oui     |        | Tapura | Patrimoine historique de la Polynésie française                                                                                 |
|          | Bernard Natua                                   | Îles Tuamotu Ouest   | 26 octobre 1958   | Oui     |        | Tapura | Ressources marines, des mines et de la recherche                                                                                |
|          | Antonio Perez                                   | Îles du Vent         | 2 septembre 1967  | Oui     |        | Tapura | Économie, des finances, du budget et de la fonction publique                                                                    |
|          | Vaiata Perry-Friedman                           | Îles du Vent         | 10 octobre 1961   | Oui     |        | Tapura | Tourisme, de l’écologie, de la culture, de l’aménagement du territoire et du transport aérien                                   |
|          | Yvannah Pomare Tixier                           | Îles du Vent         | 19 avril 1950     | Non     |        | Tapura | Tourisme, de l’écologie, de la culture, de l’aménagement du territoire et du transport aérien                                   |
|          | Sylvana Puhetini                                | Îles du Vent         | 10 novembre 1962  | Oui     |        | Tapura | Institutions, des affaires internationales et européennes et des relations avec les communes                                    |
|          | Frédéric Riveta                                 | Îles Australes       | 19 juillet 1954   | Oui     |        | Tapura | Institutions, des affaires internationales et européennes et des relations avec les communes                                    |
|          | Isabelle Sachet                                 | Îles du Vent         |                   | Oui     |        | Tapura | Santé et du travail |
|          | Putai Taae                                      | Îles du Vent         | 13 août 1961      | Oui     |        | Tapura | Ressources marines, des mines et de la recherche                                                                                |
|          | Romilda Tahiata                                 | Îles du Vent         | 17 avril 1978     | Non     |        | Tapura | Tourisme, de l’écologie, de la culture, de l’aménagement du territoire et du transport aérien                                   |
|          | Fernand Tahiata                                 | Îles Australes       | 18 février 1967   | Oui     |        | Tapura | Agriculture, de l’agroalimentaire, de l’élevage et du développement des archipels                                               |
|          | Louisa Tahuhuterani                             | Îles Australes       | 18 septembre 1977 | Non     |        | Tapura | Agriculture, de l’agroalimentaire, de l’élevage et du développement des archipels                                               |
|          | Wilfred Tavaearii                               | Îles du Vent         | 10 septembre 1961 | Non     |        | Tapura | Logement, des affaires foncières, de l’économie numérique, de la communication et de l’artisanat                                |
|          | Teapehu Teahe                                   | Îles Tuamotu Ouest   | 9 novembre 1965   | Oui     |        | Tapura | Agriculture, de l’agroalimentaire, de l’élevage et du développement des archipels                                               |
|          | Joséphine Teakarotu                             | Îles Tuamotu-Gambier | 22 juillet 1969   | Non     |        | Tapura | Équipement, de l’urbanisme, de l’énergie et des transports terrestres et maritimes                                              |
|          | Tepuaraurii Teriitahi                           | Îles du Vent         | 1er décembre 1977 | Non     |        | Tapura | Tourisme, de l’écologie, de la culture, de l’aménagement du territoire et du transport aérien                                   |
|          | Lana Tetuanui                                   | Îles Sous-le-Vent    | 23 février 1970   | Oui     |        | Tapura | Institutions, des affaires internationales et européennes et des relations avec les communes                                    |
|          | Gaston Tong Sang                                | Îles Sous-le-Vent    | 7 août 1949       | Oui     |        | Tapura | Institutions, des affaires internationales et européennes et des relations avec les communes                                    |
|          | John Toromona                                   | Îles du Vent         | 9 avril 1962      | Oui     |        | Tapura | Santé, de la solidarité, du travail et de l’emploi                                                                              |
|          | Augustine Tuuhia                                | Îles Sous-le-Vent    | 1er novembre 1952 | Oui     |        | Tapura | Éducation, de l’enseignement supérieur, de la jeunesse et des sports                                                            |

## Opposition (depuis 2023)
En 2023, le Tapura fusionne avec le parti Tahoeraa huiraatira entre les deux tours de l'élection territoriale. La liste arrive deuxième, derrière le Tavini, avec  16 sièges,.
| Portrait | Député                | Circonscription      | Date de naissance | Sortant | Groupe | Groupe |
| -------- | --------------------- | -------------------- | ----------------- | ------- | ------ | ------ |
|          | Michel Buillard       | Îles du Vent         | 9 septembre 1950  | Oui     |        | Tapura |
|          | Yseult Butcher-Ferry  | Îles Tuamotu-Gambier | 4 mars 1968       | Oui     |        | Tapura |
|          | Henri Flohr           | Îles du Vent         | 4 janvier 1952    | Oui     |        | Tapura |
|          | Joëlle Frébault       | Îles Marquises       | 7 août 1964       | Oui     |        | Tapura |
|          | Édouard Fritch        | Îles du Vent         | 4 janvier 1952    | Non     |        | Tapura |
|          | Pascale Haiti         | Îles du Vent         | 3 avril 1972      | Non     |        | Tapura |
|          | Teura Iriti           | Îles du Vent         | 7 janvier 1965    | Oui     |        | Tapura |
|          | Benoît Kautai         | Îles Marquises       | 28 novembre 1960  | Oui     |        | Tapura |
|          | Simplicio Lissant     | Îles du Vent         | 2 août 1962       | Non     |        | Tapura |
|          | Tahuhu Maraeura       | Îles Tuamotu Ouest   | 1972              | Non     |        | Tapura |
|          | Cathy Puchon          | Îles du Vent         | 1957              | Non     |        | Tapura |
|          | Frédéric Riveta       | Îles Australes       | 19 juillet 1954   | Oui     |        | Tapura |
|          | Sonia Taae            | Îles du Vent         | 1959              | Non     |        | Tapura |
|          | Tepuaraurii Teriitahi | Îles du Vent         | 1er décembre 1977 | Oui     |        | Tapura |
|          | Lana Tetuanui         | Îles Sous-le-Vent    | 23 février 1970   | Oui     |        | Tapura |
|          | Gaston Tong Sang      | Îles Sous-le-Vent    | 7 août 1949       | Oui     |        | Tapura |